# Manuel Archs i Solanelles
Manuel Archs i Solanelles (Igualada, 1859 - Barcelona, 21 de maig de 1894) fou un anarquista i sindicalista català, també conegut amb el malnom de Pelat. Començà a treballar com a estampador des de nen i participà en el grup de teatre social del Centre d'Amics d'Igualada. El 1875 es traslladà a viure a Sants, on treballà en el tèxtil, fou dirigent sindical de la Federació Regional Espanyola de l'AIT i va fer amistat amb Joan Montseny i Carret. El 1885 va participar en el Congrés de la Unió Manufacturera de Sants.
Cap al 1892 va conèixer Paulí Pallás i Latorre, amb qui fundà el grup Benvenuto Salud juntament amb Pere Marbà i Collet i Domènec Mir. Aquest grup organitzava les seves reunions a la cerveseria del carrer Diputació, 185. Fou detingut arran dels incidents durant la diada del primer de maig d'aquell any. Quan Pallàs fou detingut i executat a causa de l'atemptat contra el general Arsenio Martínez Campos (octubre de 1893), Santiago Salvador Franch va llençar dues bombes al Gran Teatre del Liceu el novembre de 1893. Manuel Archs i Pere Marbà són camuflats entre el públic i són reconeguts com a anarquistes. Marbà aconseguí fugir, però Manuel Archs fou detingut. Després de ser maltractat per la policia, fou condemnat a mort acusat de participar en l'atemptat al Liceu i de còmplice de Pallàs. Serà executat al castell de Montjuïc el 21 de maig de 1894 amb els militants anarquistes Josep Codina i Juncà, Mariano Cerezuela Subies, Jaume Sogas i Martí, Josep Bernat Cirerol i Josep Sabat Oller.

El 17 de maig de 1894, poc abans de morir, escriví una carta al seu fill, el futur dirigent sindical Ramon Archs i Serra, on li demanava: 
| « | Muere como tu padre si es preciso, pero sé útil a tus semejantes y pon tu grano de arena a la obra de la emancipación del proletariado. | » |